# Rafael Benítez
Rafael ("Rafa") Benítez Maudes (Madrid, 16 april 1960) is een Spaans voetbalcoach en voormalig profvoetballer.

## Clubcarrière
Benítez veroverde met Valencia in 2002 de eerste landstitel van de club sinds 1971. In 2004 won hij met de club opnieuw de landstitel en tevens de UEFA Cup. Met Liverpool won hij in 2005 de UEFA Champions League, de Europese Supercup en in 2006 de FA Cup. Benítez was na Bob Paisley, Louis van Gaal en José Mourinho de vierde coach die zowel de Champions League als de UEFA Cup won.

### Speler
Als speler speelde Benítez bij lageredivisieclubs als Castilla CF, AD Parla en Linares CF. In het seizoen 1985/86 zorgde een knieblessure voor het einde van zijn voetballoopbaan.

### Trainer
In 1986 ging Benítez de jeugd van Real Madrid trainen. Met de juniorenteams veroverde hij zes prijzen. In 1989 behaalde hij zijn trainersdiploma. Tussen 1993 en 1995 trainde Benítez Real Madrid B in de Segunda Division en werkte hij als assistent-trainer van Vicente del Bosque.
Daarna ging Benítez als hoofdtrainer in de Primera División aan de slag bij Real Valladolid. Na twee zeges in 23 duels werd hij daar ontslagen. In 1996/97 koos Benítez voor een avontuur bij CA Osasuna een divisie lager. Daar werd hij ontslagen na negen duels op rij zonder overwinning. In 1997 probeerde de coach het bij CF Extremadura, waarmee hij promoveerde naar de hoogste divisie in Spanje. Daar handhaafde de ploeg zich in eerste instantie, maar in 1999 degradeerde het nadat het een play-offwedstrijd tegen Villarreal CF verloor. Benítez vertrok en ging een jaar in de 'keuken' kijken bij Manchester United, Arsenal en in Italië. Hij werkte vervolgens als commentator/analist. In 2000 ging hij aan de slag bij CD Tenerife, waar Benítez werkte met spelers als Mista, Curro Torres en Luis García.
In 2001 kreeg Benítez Valencia CF onder zijn hoede, waar hij Héctor Cúper opvolgde. Hij bezorgde de club in 2002 de landstitel met zeven punten voorsprong op nummer twee Deportivo La Coruña. Het volgende seizoen werd Valencia vijfde, achttien punten achter Real Madrid. Dat seizoen maakte Benítez zijn debuut in de Champions League, waarin hij met Valencia de kwartfinale bereikte. In 2004 werd Valencia kampioen van Spanje en pakte het de UEFA Cup door in de finale Olympique Marseille met 2-0 te verslaan. Benítez verschilde vervolgens van mening met directeur Jesus Garcia Pitarch en stopte daarom in juni 2004 als trainer van de Spaanse club.
Liverpool werd de volgende club voor Benítez, waar hij de opvolger werd van Gérard Houllier. De coach nam Luis García en Xabi Alonso mee naar Anfield Road, later gevolgd door diverse andere Spaanse spelers die wel aangeduid werden als de Spaanse Armada van Liverpool FC. Tijdens zijn eerste seizoen in Engeland kampte zijn ploeg met veel blessureleed en eindigde Liverpool vijfde, achter stadgenoot Everton. In de Champions League overleefden 'The Reds' de groepsfase doordat Steven Gerrard zijn ploeg aan de winst hielp tegen Olympiakos Piraeus. Vervolgens was Liverpool te sterk voor Bayer 04 Leverkusen (tweede ronde) en Juventus (kwartfinale). In de halve finale ontmoette Liverpool Chelsea, dat het al eerder tegenkwam in de League Cup-finale en twee keer in de competitie. Na een 0-0 in Londen won Liverpool thuis met 1-0 door een doelpunt van Luis García. In de finale tegen AC Milan kwam Liverpool terug van een 3-0-achterstand naar 3-3, waarna het via strafschoppen de beker won.
In het seizoen 2005/06 eindigde Benítez derde in de Premier League. Liverpool versloeg in de FA Cup Manchester United en Chelsea, waarna het in de finale te sterk was voor West Ham United. Liverpool maakte een 3-0-achterstand goed, Gerrard kopte in de 54e de 3-1 binnen. Een minuut later tekende Smicer voor de 3-2 waarna Alonso in de 60e minuut via een penalty de stand op 3-3 bracht. Na strafschoppen was doelman Jurek Dudek de held. Op 18 maart 2009 verlengde Benítez zijn contract bij Liverpool met vier jaar. De Madrileen diende dit contract niet uit. Gedurende het seizoen 2009/10 won Liverpool niets en liep het ook plaatsing voor de Champions League mis. Benítez stapte daarom in juni 2010 op als coach.
Op 8 juni 2010 werd Benítez gepresenteerd als trainer van Internazionale. Hij volgde daar José Mourinho op, die de Milanezen achterliet als regerend Italiaans kampioen en Champions League-winnaar. Door de tegenvallende resultaten en ondanks het winnen van het WK voor clubs werd Benítez in december 2010 ontslagen.
Op 21 november 2012 werd Benítez trainer van Chelsea, als opvolger van de ontslagen Roberto Di Matteo. Hij won met de ploeg op 15 mei 2013 de UEFA Europa League alvorens na het seizoen te vertrekken als interim-trainer. In het seizoen 2013/14 ging hij aan de slag bij SSC Napoli. Hier volgde hij Walter Mazzarri op, die een overstap naar Internazionale maakte. Napoli eindigde het seizoen 2013/14 als derde, wat recht gaf op voorronde Champions League 2014/15 waarin het uitgeschakeld werd door Athletic Bilbao.
Van juni 2015 tot januari 2016 werkte Benítez weer in Spanje, waar hij trainer was van Real Madrid. Hij had een contract voor drie seizoenen bij de club, maar werd op 4 januari 2016 ontslagen. In maart 2016 werd hij aangesteld bij Newcastle United, waar hij Steve McLaren  opvolgde. Hij degradeerde dat jaar uit de Premier League met de club. Hij promoveerde in het seizoen 2016/17 met Newcastle terug naar de Premier League. In de seizoenen erop eindigde Benitez met de club op de tiende en dertiende plaats. Na het seizoen 2018/19 vertrok Benitez bij Newcastle na het aflopen van zijn contract.

## Erelijst
Als speler
 Parla
- Tercera División: 1981/82

Als trainer
 Real Madrid B
- División de Honor Juvenil de Fútbol: 1992/93
- Copa del Rey Juvenil: 1990/91, 1992/93

 Valencia
- UEFA Cup: 2003/04
- Primera División: 2001/02, 2003/04

 Liverpool
- UEFA Champions League: 2004/05
- UEFA Super Cup: 2005
- FA Cup: 2005/06
- FA Community Shield: 2006

 Internazionale
- FIFA Club World Cup: 2010
- Supercoppa Italiana: 2010

 Chelsea
- UEFA Europa League: 2012/13

 Napoli
- Coppa Italia: 2013/14
- Supercoppa Italiana: 2014

 Newcastle United
- EFL Championship: 2016/17

Individueel als trainer
- La Liga Beste Trainer: 2002
- UEFA Trainer van het Jaar: 2003/04, 2004/05
- Europees Trainer van het Jaar—Alf Ramsey Award: 2005
- LMA Special Merit Award: 2006
- Premier League Trainer van de Maand: november 2005, december 2005, januari 2007, oktober 2008, maart 2009, april 2013, november 2018
- EFL Championship Trainer van de Maand: oktober 2016